# Stenocereus pruinosus
Espèce
Classification APG II (2003)
Statut de conservation UICN

 LC  : Préoccupation mineure
Statut CITES
Stenocereus pruinosus est une espèce de cactus.